# Cagliari Beach Soccer Femminile
Il Cagliari Beach Soccer Femminile è una società sportiva italiana di beach soccer della città di Cagliari.

## Storia
Nata nel 2018 vince per la prima volta lo scudetto nel 2024.

## Palmarès
- Campionato di Serie A: 1